# Rezerwat przyrody Dębniak (województwo opolskie)
Rezerwat przyrody Dębniak – leśny rezerwat przyrody położony na terenie gminy Prudnik w powiecie prudnickim (województwo opolskie).

## Powołanie
Obszar chroniony został utworzony 12 lipca 2022 r. na podstawie Zarządzenia Regionalnego Dyrektora Ochrony Środowiska w Opolu z dnia 27 czerwca 2022 r. w sprawie ustanowienia rezerwatu przyrody „Dębniak” (Dz. Urz. Woj. Op. z 2022 r., poz. 1797). Starania przyrodników o powołanie rezerwatu trwały od 2004, a pierwotnie zakładany obszar był nieco większy od ostatecznie powołanego. Do grona postulujących jego utworzenie należał m.in. Klub Przyrodników.

## Położenie
Rezerwat ma 31,28 ha powierzchni (zarządzenie podawało 31,32 ha). Znajduje się na terenie gminy Prudnik i Nadleśnictwa Prudnik, pomiędzy miejscowościami Wierzbiec a Moszczanka. Leży w granicach Parku Krajobrazowego Góry Opawskie oraz specjalnego obszaru ochrony siedlisk Natura 2000 Góry Opawskie PLH160007. W odległości ok. 4 km na południe leży natomiast granica polsko-czeska, natomiast ok. 2 km na południowy wschód – rezerwat przyrody Olszak.

## Charakterystyka
Celem ochrony w rezerwacie przyrody jest „zachowanie ze względów naukowych i dydaktycznych leśnych zbiorowisk o charakterze wilgotnych dąbrów acydofilnych”. Jego teren znajduje się na przedpolu Gór Opawskich, tj. na północno-wschodnich skłonach wzniesienia Olszak (wysokość pomiędzy 315 a 325 m n.p.m.); obejmuje głównie obniżenia terenu z oglejoną glebą. Stanowi nietypowy las opisany w Polsce jedynie w okolicy Paczkowa, a stanowiący atlantycki wpływ klimatyczny. Las ten tworzą przede wszystkim: dąb bezszypułkowy Quercus petraea, dąb szypułkowy Quercus robur, brzoza omszona Betula pubescens, brzoza brodawkowata Betula pendula, a także świerk Picea abies i modrzew Larix decidua, natomiast wśród podszytu dominuje kruszyna pospolita Frangula alnus. W runie pojawiają się takie rośliny, jak: trzęślica Molinia arundinacea, jastrzębiec Hieracium spp., borówka czernica Vaccinium myrtillus, tojeść pospolita Lysimachia vulgaris, konwalijka dwulistna Maianthemum bifolium, kosmatka gajowa Luzula luzuloides, pszeniec zwyczajny Melampyrum pratense i kłosówka miękka Holcus mollis.
Według stanu na październik 2022 rezerwat nie ma ustalonego planu ochrony ani zadań ochronnych.